# Concours Eurovision de la chanson junior 2007
Pour les articles homonymes, voir Eurovision 2007.
 (janvier 2019).
Si vous disposez d'ouvrages ou d'articles de référence ou si vous connaissez des sites web de qualité traitant du thème abordé ici, merci de compléter l'article en donnant les références utiles à sa vérifiabilité et en les liant à la section « Notes et références ».
Bucarest 2006 Limassol 2008
Le Concours Eurovision de la chanson junior 2007 est la cinquième édition du genre. Il est organisé le 8 décembre au AHOY de Rotterdam aux Pays-Bas.
Dix-sept pays prenaient part à la suite de l'édition précédente (en Roumanie) qui avait été remportée par les jumelles russes Tolmachevy.
Ce concours a la particularité d'avoir été organisé conjointement par l'Union Européenne de Radio-Télévision, la télévision néerlandaise (AVRO) et l'organisation Unicef qui récolta les fonds réunis par la moitié des sommes engrangées par les votes du public dans le processus d'élection du vainqueur.
Ainsi, en 2007 à Rotterdam (Pays-Bas) le vainqueur est Alexey (Biélorussie) qui ne tient sa victoire que d'un point supérieur au score de l'Arménie, qui réalisait ici sa toute première participation au concours (comme la Bulgarie, la Géorgie et la Lituanie qui enregistrent également des scores importants pour leurs premières participations respectives).
L'ambassadeur de l'UNICEF, le chanteur britannique Robbie Williams eut l'occasion de glisser un mot de soutien au début du concours, à travers une vidéo concernant les enjeux des combats de l'UNICEF.
La chanteuse Katie Melua interpréta l'une de ses chansons pendant la période des votes des téléspectateurs.
L'Union européenne de Radio-Télévision (UER) a déjà annoncé que la tenue de l'édition 2008 se ferait à Limassol, en terre chypriote.

## Résultats
| Ordre | Pays        | Artiste                                | Chanson                                       | Langue      | Place | Points |
| ----- | ----------- | -------------------------------------- | --------------------------------------------- | ----------- | ----- | ------ |
| 01    | Géorgie     | Mariam Romelashvili                    | Odelia Ranuni (ოდელია რანუნი)                 | Géorgien    | 4     | 116    |
| 02    | Belgique    | Trust                                  | Anders                                        | Néerlandais | 15    | 19     |
| 03    | Arménie     | Arévik                                 | Erazanq (Երազանք)                             | Arménien    | 2     | 136    |
| 04    | Chypre      | Yiorgos Ioannides                      | I mousiki dinei ftera (Η μουσική δίνει φτερά) | Grec        | 14    | 29     |
| 05    | Portugal    | Jorge Leiria                           | Só quero é cantar                             | Portugais   | 16    | 15     |
| 06    | Russie T    | Alexandra Golovchenko                  | Otlichnitsa (Отличница)                       | Russe       | 6     | 105    |
| 07    | Roumanie    | 4Kids                                  | Sha-la-la                                     | Roumain     | 10    | 54     |
| 08    | Bulgarie    | Bon-bon                                | Bonbolandiya (Бонболандия)                    | Bulgare     | 7     | 86     |
| 09    | Serbie      | Nevena Božović                         | Piši mi (Пиши ми)                             | Serbe       | 3     | 120    |
| 10    | Pays-Bas H  | Lisa, Amy & Shelley                    | Adem in, adem uit                             | Néerlandais | 11    | 39     |
| 11    | Macédoine   | Rosica Kulakova & Dimitar Stojmenovski | Ding Ding Dong (Динг Динг Донг)               | Macédonien  | 5     | 111    |
| 12    | Ukraine     | Ilona Galytska                         | Urok hlamuru (Урок гламуру)                   | Ukrainien   | 9     | 56     |
| 13    | Suède       | Frida Sandén                           | Nu eller aldrig                               | Suédois     | 8     | 83     |
| 14    | Malte       | Cute                                   | Music                                         | Anglais     | 12    | 37     |
| 15    | Grèce       | Made in Greece                         | Kapou mperdeftika (Καποu μπερδεύτηκα)         | Grec        | 17    | 14     |
| 16    | Lituanie    | Lina Joy                               | Kai miestas snaudžia                          | Lituanien   | 13    | 33     |
| 17    | Biélorussie | Aliaxieï Jygalkovitch                  | S druz'yami (С друзьями)                      | Russe       | 1     | 137    |